# 막시밀리안 1세 (신성 로마 황제)
막시밀리안 1세 (1459년 3월 22일 ~ 1519년 1월 12일)는 1508년부터 사망에 이를 때까지 신성 로마 황제로 있었던 인물이다. 그는 교황에게 황제 취임을 인정받지 못했지만, 트렌토에서 교황 율리오 2세에 의해 황제로 선출되었다는 선언을 받았다. 그는 신성 로마 황제였던 프리드리히 3세와 포르투갈 왕국의 레오노르 데 아비스 사이에서 장남으로 태어났다. 그는 아버지와 함께 1483년부터 1493년까지 10년간 공동으로 황제 직위에 있었다.
막시밀리안 1세는 전쟁과 결혼을 통해 합스부르크가의 영향력을 유럽 전체로 확산시켰다. 그는 1477년 부르고뉴 공국의 마리 드 부르고뉴 여공작과 결혼하여 오늘날의 네덜란드 및 벨기에 지방을 합스부르크의 영토에 편입시켰지만, 구 스위스 연방의 독립을 인정하여 오늘날 스위스의 영토를 잃기도 했다. 막시밀리안은 1498년 아들 펠리페와 후아나의 결혼을 성사시켰으며 이를 통해 합스부르크 가문이 스페인 통치의 근거를 마련하였다. 훗날 손자인 카를 5세는 카스티야 왕국과 아라곤 왕국을 모두 다스리게 되면서 막시밀리안 1세의 바람은 성사되었다.

## 어린 시절
1459년 신성 로마 제국 황제이자 오스트리아 대공인 프리드리히 3세와 포르투갈 왕국의 공주 레오노르 데 아비스 사이에서 장남으로 태어났다. 1477년 부르고뉴 공국의 여공인 마리와 결혼해 부르고뉴의 섭정이자 공동 통치자가 되었다. 네덜란드 의회의 지지를 받은 마리와 막시밀리언은 1479년 8월 긴나르 전투에서 루이 11세의 프랑스군을 격퇴하는등 합스부르크가가 새로이 확보한 영토인 저지대 국가들을 무사히 지켜냈다.
1482년 부인 마리가 사망했으나 네덜란드 의회가 막시밀리안의 장남 필리프의 섭정 노릇을 하는 것을 용인하였다. 같은해 12월에 프랑스 루이 11세와 아라스 조약을 체결하여 프랑스에게 부르고뉴 공작령과 피카르디를 내어 주었다. 대신에 막시밀리안은 플랑드르, 네덜란드, 룩셈부르크를 차지했다. 또한 딸 마르가레테와 루이 11세의 외아들인 샤를(훗날 샤를 8세)과의 약혼을 성사시켰는데, 지참금으로 아르투아, 샤롤레, 프랑슈-콩테를 넘겨주는 조건이었다. 1485년 친위 쿠데타를 일으켜 아들의 섭정권을 얻어내지만 결과적으로 네덜란드의 반란군과 계속되는 내전을 치러야 했다.
그해에 헝가리의 마티아슈 1세 코르비누스가 오스트리아를 침공해 수도 빈을 포함한 영토 대부분이 점령당하고 아버지 프리드리히 3세가 도주해야하는 굴욕을 당했다. 1년 뒤인 1486년 아버지로부터 공동 통치자로서 4월 9일 아헨에서 독일왕에 선출되었고 카스티아, 영국, 브르타뉴의 지원을 받아 네덜란드의 반란군을 압박하기 시작했다. 1490년 부르타뉴 여공인 안과 결혼하려 했으나 프랑스의 샤를 8세가 브르타뉴 침공하여 불발되었고 샤를 8세의 약혼녀로 보내진 딸 마르가레테가 돌아왔다.
1490년에 티롤 백작 사촌 지기스문트로부터 정치적 중심지이자 부유한 티롤을 양도받았다. 이후 오스트리아 일대를 휩쓸던 헝가리군이 마티야슈 1세의 사망으로 위세가 꺾이자 여세를 몰아 빈을 포함한 빼앗긴 오스트리아 일대를 탈환하고자 했다. 1년 후인 1491년 헝가리 왕위 요구자로 헝가리 국왕을 겸하게 된 보헤미아 왕국의 블라디슬라프 2세와 대립했고 그결과 프레스부르크 조약을 체결해 만일 블라디슬라프 2세가 후사없이 서거한다면 보헤미아와 헝가리의 왕위가 합스부르크 가로 넘어오게끔 하게 한다.
1493년 네덜란드 및 프랑스와 상리스 조약을 체결해 기나긴 분쟁에 종지부를 찍어 부르고뉴 공국과 저지대 지방(베네룩스 3국)에 대한 합스부르크에 대한 통치를 용인받게 된다.

## 단독 통치와 권력 강화
1493년 8월 19일 부왕인 프리드리히 3세가 린츠에서 향년 78세의 나이로 서거하면서 신성 로마 제국의 단독 통치자이자 합스부르크 왕가의 수장이 되었고 남동부 국경 지대에 준동한 투르크인들을 몰아냈다. 1494년 밀라노 공국의 비앙카 마리아 스포르차와 결혼하여 후일 스포르차 가문이 끊어질 때 합스부르크 왕가가 밀라노 공국을 상속받을 길을 열어 놓았으며 저지대 지방을 필리프에게 물려주어 통치를 공동으로 하도록 조치를 취했다. 같은해 프랑스의 샤를 8세가 이탈리아로 침공해 유럽의 균형이 무너지는 사태가 발생한다.
1년뒤인 1495년 막시밀리안 1세는 나폴리 왕국을 점령한 프랑스군을 몰아내기 위해 교황 알렉산데르 6세의 제안으로 교황, 베네치아 공화국, 밀라노, 아라곤 왕국과 신성 동맹을 체결하였고 보름스에서 열린 제국의회에서 제국의 강화를 꾀하였다. 의회에서는 제국대법원과 세제를 개혁하고 항구적인 공공 평화를 확립하기 위한 란트 평화령을 발령하는 등 새로운 법률을 마련했지만 많은 문제를 갖고 있던 군사 제도와 행정 제도에 대한 해결책을 제시하지 못했다. 더구나 제후들은 중앙권력의 강화를 용인하지 않았고 반대로 중앙집권화를 추진하던 막시밀리안 1세로서는 이들 기득권 세력의 반발은 제국의 정책을 추진하는 데 걸림돌이었다.
1496년 이탈리아에 원정하여 프랑스군과 싸웠으나 아무런 이득을 얻지 못하였으나 장남 필리프를 아라곤과 카스티야 왕국의 트라스타마라 왕가의 공주이자 차녀인 후아나와 결혼시켜 트라스타마라 왕가가 끊어질 시 카스티야와 아라곤의 영토 및 식민지에 대한 권리를 주장할 계승권을 확보했다. 1497년 막시밀리안 1세의 중앙집권화에 반발을 품은 마인츠 대주교이자 선제후이며 대법관인 베르트홀트가 이끌던 반대파를 무력화시키기 위해 초헌법적인 사법 제정위원회 또는 제국 궁정재판소를 독자적으로 설치하였으나 실효를 거두지 못하였고 그 해에 다시 트라스타마라 왕가의 왕자 후안과 딸 마르그리트를 결혼시켜 아들 필리프가 갑작스럽게 급서할 때를 대비했으나 후안 왕자가 결혼 6개월 만에 열병으로 급서하고 마르그리트가 낳은 유복자 또한 얼마 안가 죽어 트라스타마라 왕가의 장녀였던 포르투갈의 왕비 아라곤의 이사벨에게 계승권이 넘어가고 만다.
1499년 스위스 연방과의 전쟁에서 패해 9월 22일 바젤 평화 조약을 체결해 사실상 스위스의 독립을 승인하였고 프랑스는 스페인과 군사 동맹을 맺고 재차 이탈리아로 침공해 밀라노 공국을 점령하였다. 이와같이 대외적으로 위신이 무너져 결국 1500년 아우크스부르크에서 열린 제국의회에서 독일의 제후들은 그에게서 권력의 상당 부분을 박탈하여 7인의 선제후 전원을 포함해 제후 21명으로 구성된 제국통치평의회에 귀속시키고 나아가 막시밀리안의 폐위까지 고려했으나 다른 제후들의 냉담함과 막시밀리안의 적절한 대처로 폐위 계획은 실행하지 못하였다. 이후 프랑스와 협정을 체결하는등 실추된 위신을 바로 세우기 시작한다.
1504년 바이에른 공국과 라인 팔츠백령사이의 란츠후트 계승 전쟁에서 거둔 승리로 제국 내에 실추되었던 위신을 회복하는 데 성공하였고 그 해에 정치적 라이벌중 하나였던 대법관 베르트홀트가 사망하였고 푸거 가의 야코프 푸거를 비롯한 남부 독일의 금융 가문들과 신용협정을 맺어 국내외적으로 필요한 자금을 확보했다. 그외 그의 야심이 점차 완성되어 가고 있었다. 카스티야에서 포르투갈 왕비였던 아스투리아스 여공인 이사벨이 아들 미겔을 낳다가 사망하고 얼마 안가 갓 태어난 미겔마저 사망하면서 며느리였던 후아나가 아우스트리아 여공에 봉해지다가 어머니 이사벨 1세가 서거하면서 카스티야의 후아나 1세로 즉위하였고 덩달아 아들이였던 미남공 필리프 역시 공동왕이자 섭정으로 카스티야의 펠리페 1세로 즉위했다.
1506년 헝가리에 군사원정을 일으켜 헝가리 위에 대한 합스부르크 왕가의 계승권을 한층 강화시켰으나 그해 9월 24일 하나뿐인 아들인 미남공 필리프가 갑작스럽게 급서하고 만다. 정신이 온전치 못한 후아나를 대신해 딸 마르그리트가 부르군트에서 조카들을 양육하였다. 1508년 2월 4일 교황 율리오 2세의 동의로 로마 황제 선출자라는 칭호가 주어졌다. 본래의 관례대로라면 직접 로마로 가 교황으로부터 제관을 받아야 했지만 당시 프랑스, 베네치아 공화국으로 인해 제국의 세력이 이탈리아에서 축출당한 상황으로 결국 그는 12월 10일 베네치아를 분할하려는 프랑스, 아라곤, 교황등이 참여하는 캉브레 동맹에 참여하였다. 그러나 1509년 5월에 일어난 아냐넬로 전투에서 자금과 병력이 부족해 부득이하게 참전할 수 없었고 결국 신뢰할 수 없는 동반자라는 오명을 쓰게 된다.
또한 율리오 2세가 중병으로 병상에 누었을 때 자신이 교황에 오르려는 극단적인 생각을 품게 된다. 당시 교회분열의 성격을 띠고 있었던 피사 공의회가 제안한 것이었고 신앙적으로 경건하면서도 반교권적이였던 막시밀리안 1세 본인이 대립교황이 된다면 독일 교회으로부터 재정지원을 받을 수 있다고 생각했기 때문이었다. 그러나 그의 계획은 사돈이자 아라곤 국왕인 페르난도 2세의 만류로 실행에 옳기지 못하였다. 1511년 프랑스와의 동맹을 끊고 교황, 아라곤, 영국과 그 연합세력들에 의해 새로이 결성된 신성동맹에 가담해 프랑스에 대항했다. 1513년 잉글랜드의 원조로 프랑스군을 상대로 한 스퍼스 전투에서 승리하였고 여세를 몰아 1499년 상실한 밀라노와 롬바르디 지방을 회복하는 데 전력을 다했다. 1515년 다시 프랑스군을 상대로 마리냐노 전투에서 승리하여 이탈리아 전쟁의 승리자가 되었지만 밀라노를 탈환하려는 막시밀리안 1세의 노력은 비참한 실패로 끝나 브뤼셀 조약으로 밀라노에 대한 프랑스의 영유권이 인정받았고 베로나에 대한 베네치아의 영유권도 인정받았고 막시밀리안 1세에게는 티롤의 국경만이 남아 있게 된다.
1516년 카스티야의 섭정을 겹하고 있던 아라곤의 페르난도 2세가 서거하자 부르고뉴 공작 샤를 2세로 지내던 손자 카를이 카스티야와 아라곤 왕국 전체를 상속받아 카를로스 1세로 왕위에 오르는 데 성공한다. 이후 그는 카를에게 제위를 물려주는 것과 계속 북진하는 오스만 투르크에 대항하다가 1519년 1월 12일 오버와스트라이히의 벨스에서 서거하였고 비너노이슈타트의 게오로크 교회에 묻혔다.